# L2 Корми
L² Корми, L² Puppis, HD 56096 — червоний гігант у сузір'ї Корми і знаходиться між яскравими зірками Канопус і Сіріус. Зірка знаходиться за 200 св.років від Землі. Пил навколо L2 Корми утворює диск, видимий з Землі майже точно з ребра. Внутрішня край пилового диска лежить на відстані близько 900 млн км від зорі. Диск розширюється навсебіч від зорі, утворюючи симетричну воронкоподібну структуру. Дослідники також виявили друге джерело світла на відстані близько 300 мільйонів кілометрів від головної зорі. Цей дуже близько розташований до центральної зорі супутник, цілком ймовірно, теж є червоним гігантом дещо меншої маси й віку, ніж L2 Корми. Поєднання великої кількості пилу навколо повільно вмираючої зорі й наявність у неї зорі-супутника вважається необхідним для формування біполярної планетарної туманності. Таким чином, можливо, L2 Корми через деякий час утворить планетарну туманність.
Крім диска, що розширюється, дослідники виявили у L2 Корми два конуси викидів речовини, перпендикулярних до диска. Усередині цих конусів є два довгих газових шлейфи, що повільно закручуються. Вивчивши точки початку цих шлейфів, спостерігачі зробили висновок, що один з них, ймовірно, є результатом взаємодії між речовиною, викинутою з L2 Корми, зоряним вітром зорі-супутника і світловим тиском, а інший або утворений зіткненням зоряних вітрів від обох зір системи, або пов'язаний із наявністю акреційного диска навколо зорі-супутника.